# شهبازهای چهچه‌زن
شهبازهای چهچه‌زن (نام علمی: Melierax) یک سرده از پرندگان شکاری از خانوادۀ بازان است. این سرده توسط جرج رابرت گری در سال 1840 ایجاد شد و دارای گونه‌های زیر است: 
| نگاره | نام علمی             | نام رایج              | پراکندگی                                                                    |
| ----- | -------------------- | --------------------- | --------------------------------------------------------------------------- |
|       | Melierax metabates   | شهباز چهچه‌زن تیره     | جنوب صحرای آفریقا، اما از جنگل های بارانی حوضه کنگو و جنوب دور دوری می کند، |
|       | Melierax canorus     | شهباز چهچه‌زن رنگ‌پریده | آفریقای جنوبی                                                               |
|       | Melierax poliopterus | شهباز چهچه‌زن شرقی     | آفریقای شرقی.                                                               |

نام Melierax ترکیبی از دو واژۀ یونانی melos به معنای "آهنگ" و hierax به معنای "باز" است. 